# Sepsidae
Sepsinae
Famille
Sous-famille
Les Sepsidae sont une famille d'insectes diptères du sous-ordre des Brachycera (les Brachycera sont des mouches muscoïdes aux antennes courtes). Les Sepsinae sont une sous-famille.

## Liste des genres
Selon Catalogue of Life (1er mars 2013) :
- genre Adriapontia
- genre Afromeropilus
- genre Afromeroplius
- genre Afronemopoda
- genre Afrosepsis
- genre Archisepsis
- genre Australosepsis
- genre Brachythoracosepsis
- genre Decachaetophora
- genre Dicranosepsis
- genre Diploosmeterosepsis
- genre Idiosepsis
- genre Lasionemopoda
- genre Lasiosepsis
- genre Lasiospesis
- genre Lateosepsis
- genre Leptomerosepsis
- genre Meropliosepsis
- genre Meroplius
- genre Microsepsis
- genre Mucha
- genre Nemopoda
- genre Ortalischema
- genre Orygma
- genre Palaeosepsioides
- genre Palaeosepsis
- genre Parapalaeosepsis
- genre Paratoxopoda
- genre Perochaeta
- genre Pseudonemopoda
- genre Pseudopalaeosepsis
- genre Saltella
- genre Sepsis
- genre Susanomira
- genre Themira
- genre Toxopoda
- genre Xenosepsis
- genre Zuskamira

## Liste des sous-familles
Selon ITIS (1er mars 2013) :
- sous-famille Orygmatinae
- sous-famille Sepsinae

## Liste des sous-familles, tribus et genres en Europe
Selon Fauna Europaea (24 août 2013) :
- sous-famille Orygmatinae
  - Orygma Meigen 1830
- sous-famille Sepsinae
  - tribu Saltellini
    - Saltella Robineau-Desvoidy 1830

  - tribu Sepsini
    - Archisepsis Silva 1993
    - Decachaetophora
    - Enicita
    - Enicomira
    - Meroplius Rondani 1874
    - Nemopoda Robineau-Desvoidy 1830
    - Ortalischema Frey 1925
    - Sepsidimorpha
    - Sepsis Fallén 1810
    - Themira Robineau-Desvoidy 1830
    - Zuskamira Pont 1987